# Roque Bentayga
El roque Bentayga es una formación geológica monolítica de Gran Canaria (Canarias, España). Se halla dentro de la caldera volcánica de Tejeda, en el municipio del mismo nombre, en el centro aproximado de la isla. Es, además, un yacimiento arqueológico, pues en su base existe un almogarén aborigen. 
En 2018 fue declarado Bien de Interés Cultural con categoría de Zona Arqueológica.

## Características
El roque Bentayga posee unos pitones basálticos típicos de la estructura geológica de Gran Canaria. Su altitud es de 1414 metros sobre el nivel del mar. El roque se encuentra dentro del parque rural del Nublo.

## Arqueología
Cerca del roque Bentayga se encuentran los antiguos asentamientos aborígenes canarios de Cuevas del Rey y roque Camello, que constan de un centenar de cuevas con habitaciones, enterramientos, silos, etc. En el lado oriental de la base del roque se halla el llamado “almogarén del Bentayga”, construcción que debió ser lugar de culto de los aborígenes. Un muro de piedra que recorre la base del roque por sus lados este y sur podría delimitar el espacio sagrado, aunque otras fuentes apuntan su utilización como baluarte defensivo.
Recientemente se han dado a conocer varios grabados rupestres en alfabeto líbico-bereber, aunque hay dudas de su autenticidad.

## Toponimia
El origen del nombre "Bentayga" ha sido ampliamente debatido, debido principalmente a información contradictoria recogida durante la conquista, así como irregularidades en la manera de escribir y referirse al mismo, incluso acerca de las raíces que forman la palabra.
Una hipótesis es que la voz Bentaiga se compone de dos elementos: ben-(t)aiga, siendo el primero un prefijo con noción de propiedad o pertenencia, y el segundo al topónimo grancanario con el lanzaroteño Taiga e indirectamente con el tinerfeño Tigaiga. Bentaiga vendría, pues, a significar literalmente 'el de taiga' o 'lugar de taiga'. No obstante, el origen de la voz 'taiga' es incierto.
Otra interpretación del término Bentaiga es la que sugiere un compuesto de la palabra numídica bent que significa 'montaña' y la palabra micénica aiga (metátesis de agia) que significa 'sagrada', por tanto "montaña sagrada".
La interpretación más extendida es la que sostiene que, sugerido por el vocablo 'ben-' ('lugar de'), significa 'lugar que sostiene', alineándose con las ideas cosmológicas y religiosas de los guanches, que creían del lugar un axis mundi.

## Galería

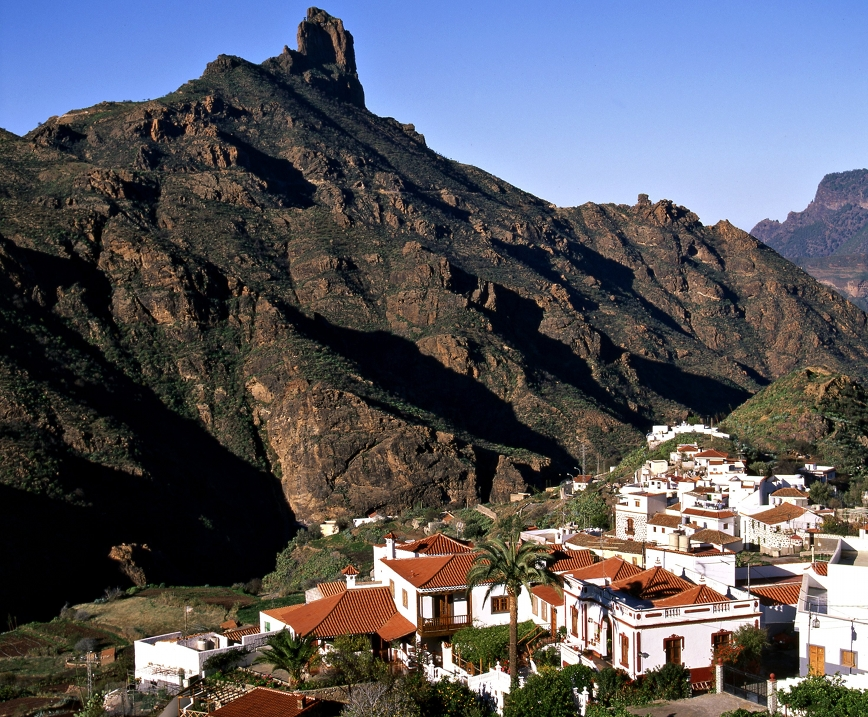
Roque Bentayga desde Tejeda.
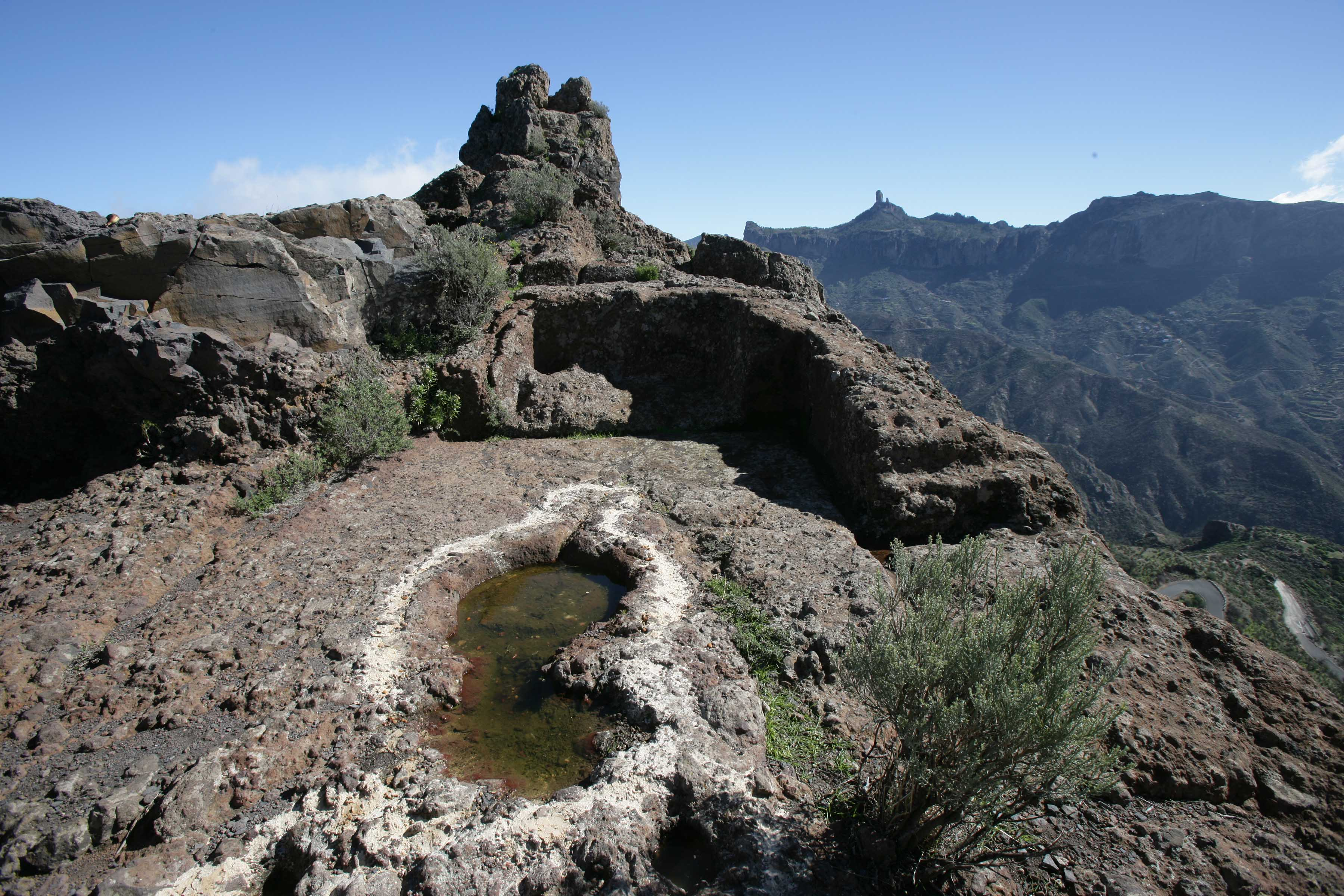
Lugar de reunión de los antiguos pobladores de Tejeda.
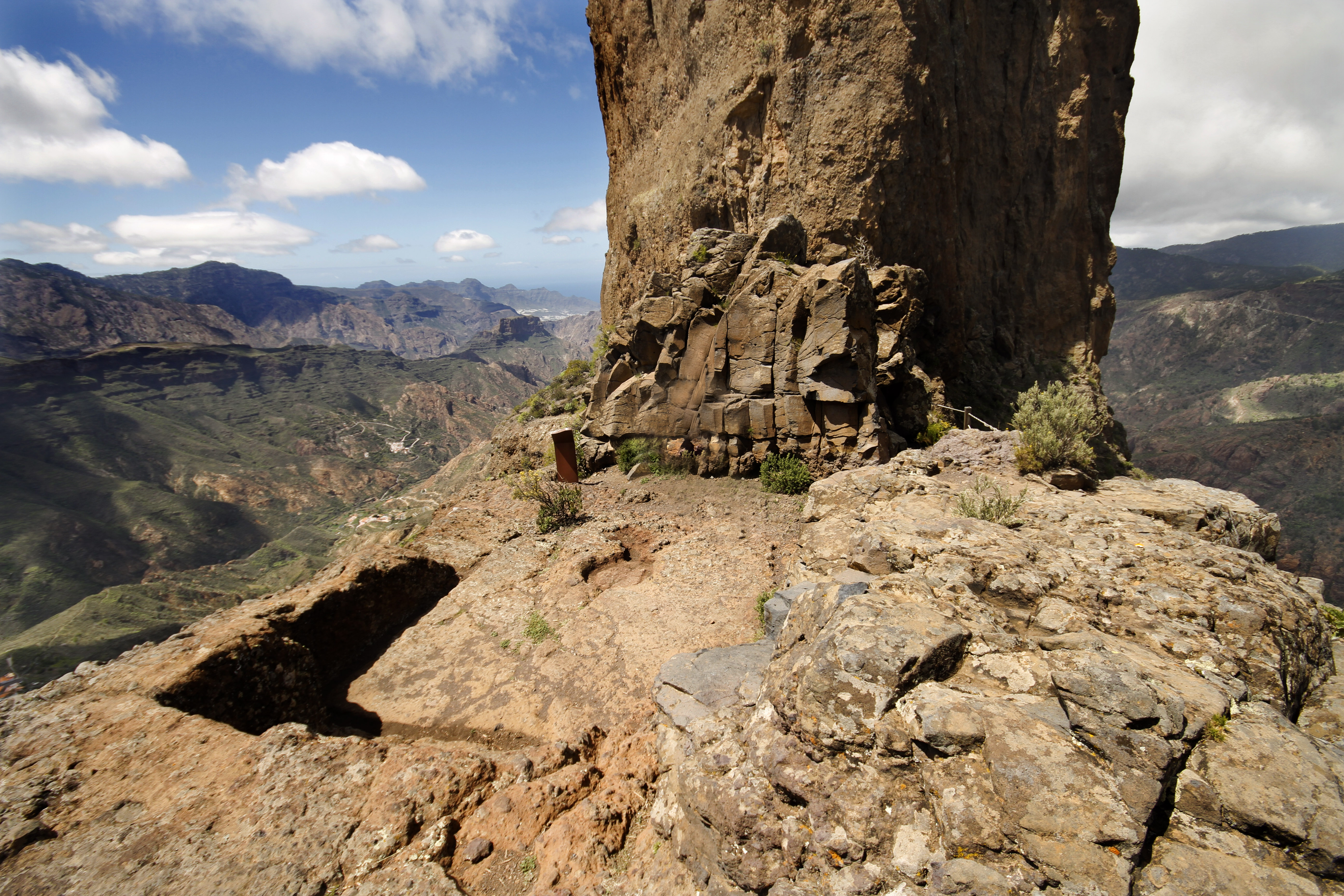
Almogarén del roque Bentayga.
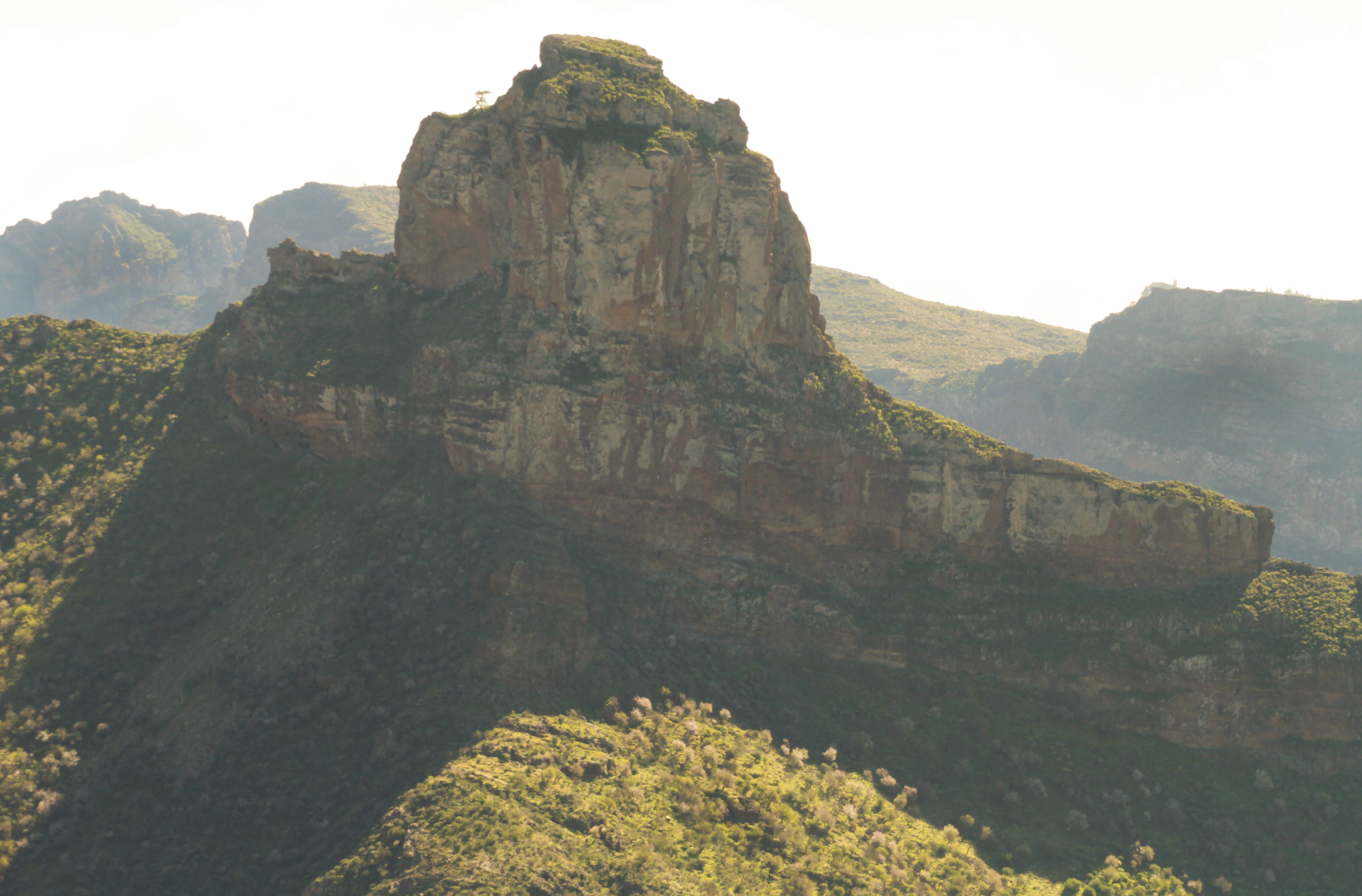
Bentayga desde Artenara.
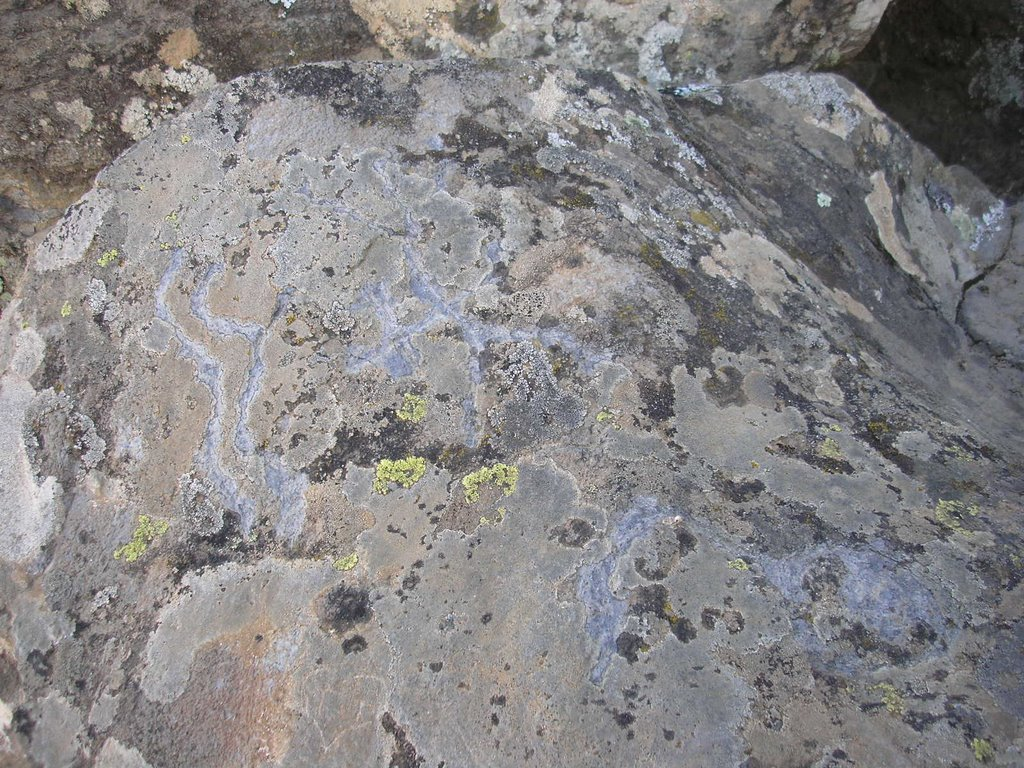
Petroglifos.